# Pycnarrhena manillensis
Pycnarrhena manillensis är en tvåhjärtbladig växtart som beskrevs av António José Rodrigo Vidal. Pycnarrhena manillensis ingår i släktet Pycnarrhena och familjen Menispermaceae. Inga underarter finns listade i Catalogue of Life.